# 青森縣
40°49′28.8″N 140°44′26.3″E / 40.824667°N 140.740639°E
青森县（日语：／〔〕 Aomori ken */?）是日本本州最北部的一个縣，縣廳位於青森市。在令制國的時代屬於陸奧國。青森縣面積9645平方公里，約佔日本國土面積的2.5%。人口約115萬，約佔日本總人口的1%。青森縣內轄有10市、22町、8村，共有40個市町村。青森縣歷史悠久，當地發現了三內丸山遺跡等大型繩文時代的遺跡。縣內擁有白神山地、十和田湖、八甲田山、岩木山、佛浦等自然景觀。奧羽山脈縱貫青森縣中央，山脈西側的津輕地方和東側的南部地方各有不同的歷史、氣候、文化和風土特徵。
青森縣是日本前列的農業縣，糧食自給率達118%，蘋果、大蒜、牛蒡的產量高居日本第一。八戶港是日本前列的漁港，魷魚捕撈量位居日本第一。位於東南部的八戶臨海工業地帶是該縣主要的工業區，有火力發電廠、造紙廠、電機工廠、造船廠等工廠。下北半島的陸奧小川原湖地區有多項核能關聯設施。青森縣內還有日本最大規模的風力發電廠。
青森縣有青森機場和三澤機場兩個機場。東北新幹線連接了青森和東京兩地，北海道新幹線則通過青函隧道連接青森和函館。除新幹線外還有青森鐵道線、弘南鐵道各線路以及JR東日本的奧羽本線等鐵道線。縣內的主要公路有東北縱貫自動車道、國道4號和國道7號。青森主要的民俗慶典活動則有青森睡魔祭、弘前睡魔祭、五所川原立佞武多、八戶三社大祭等。

## 歷史

### 史前時期至平安時代

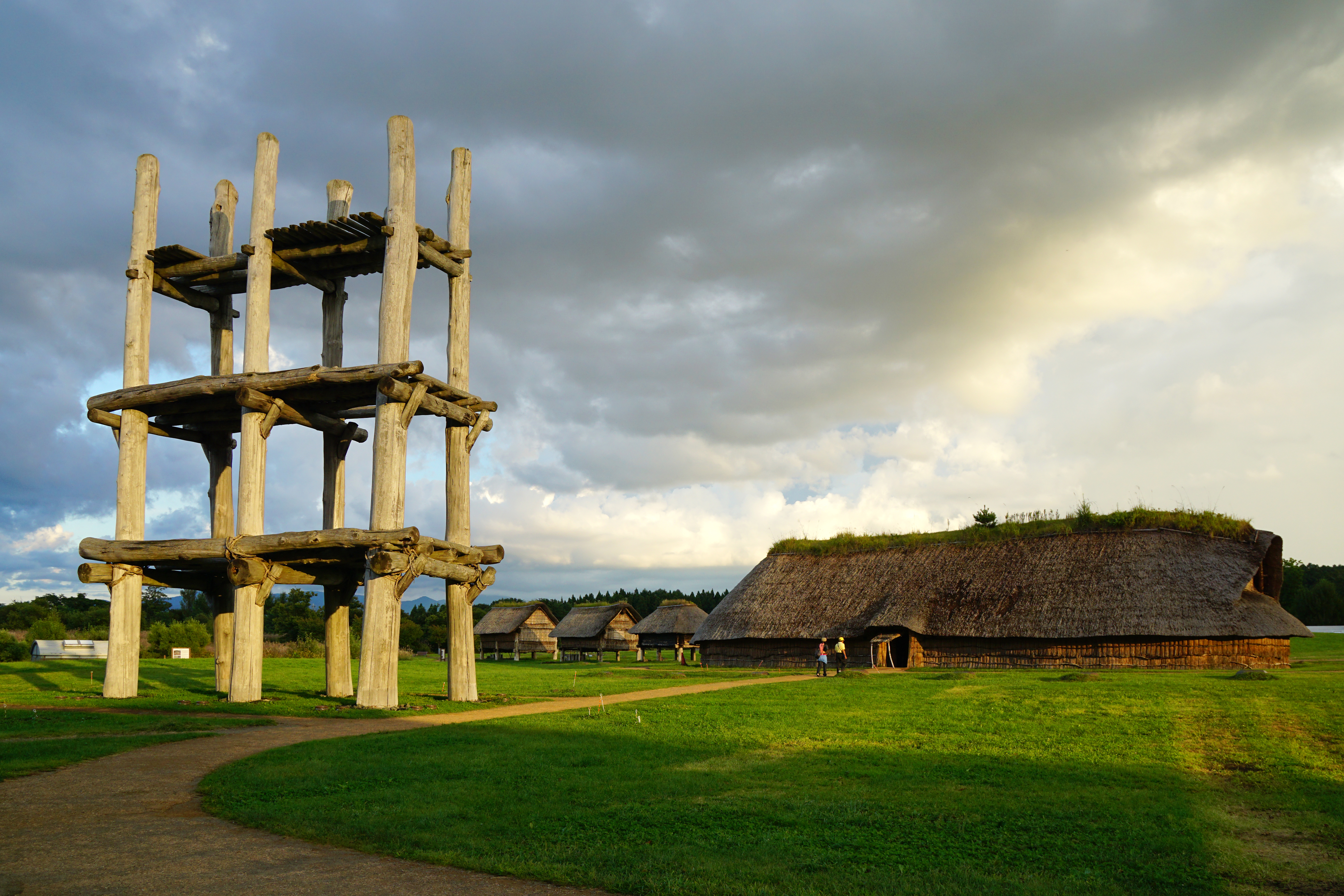
三內丸山遺跡

青森縣內的大平山元I遺跡發現了舊石器時代的土器，顯示青森至少在距今12,000年之前就已經有人類活動。青森縣內有眾多繩文時代晚期的大型遺跡。青森市內距今約5,500至4,000年前的三內丸山遺跡，是日本最大規模的繩文時代遺跡，津輕市的龜岡石器時代遺跡則以遮光器土偶著稱。八戶市的是川遺跡歷史幅度橫跨繩文時代前期至晚期，在遺跡內發現了漆器等文物。
進入彌生時代後，日本開始出現大規模稻作文化。弘前市的砂澤遺跡是日本最北的彌生時代前期水田遺跡。然而青森縣在古墳時代的歷史幾乎空白，未發現任何古墳時代前期的前方後圓墳遺跡:26。7世紀時律令制國家開始出現後，縣內才發現阿光坊古墳群等遺跡。
《日本書紀》記載655年時，齊明天皇在難波宮授予津輕蝦夷冠位，這是「津輕」地名首次出現在文獻:26。包括青森縣在內的北東北地區在古墳時代末期之前，並不是大和朝廷的支配地區。但在7世紀中期之後，齊明天皇遣阿倍比羅夫攻打北東北地區，青森縣和大和朝廷之間的關係也日益密切。9世紀之後，日本中央政府先後派坂上田村麻呂、文室綿麻呂等人進攻北東北地區，青森亦逐漸置於律令制國家的體制內:27。

### 鎌倉時代至江戶時代

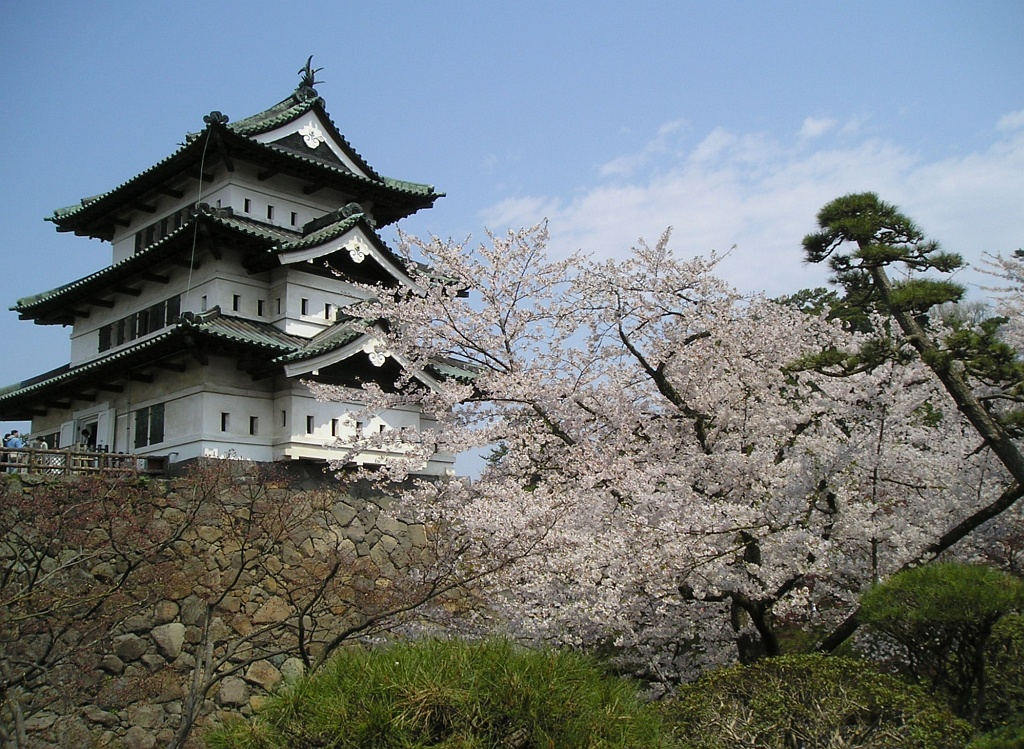
弘前城

12世紀後期奧州合戰之後，津輕已進入陸奧國管轄範圍之內:28。安藤氏是鎌倉時代時期青森的統治者，注重發展海上貿易和水軍。十三湊是當時安藤氏的主要貿易港口，在當地發現了日本其他地區和中國的文物:29。然而在1322年（元亨2年）安藤氏發生內訌，勢力開始減弱:30。南北朝時代之後，青森出現安藤氏和據有岩手縣南部至青森縣東部內陸地區的南部氏對峙的局面。15世紀中期安藤氏被南部氏攻滅，戰爭以南部氏的勝利告終:33。
南部氏在15世紀繼續擴大勢力。但在16世紀後期南部氏發生分裂。南部氏一族的大浦為信（後改名津輕為信）佔領了津輕地方並興建弘前城。1590年（天正18年），豐臣秀吉承認津輕為信對津輕地區的支配權。此後青森的大部分地區分屬南部氏和津輕氏。
江戶時代的青森大部分地區仍然分屬南部氏的盛岡藩和津輕氏的弘前藩。但東南部的部分地區由和盛岡藩同屬南部氏的八戶藩支配，中部是弘前藩的支藩黑石藩的領地。南部氏和津輕氏的領地在气候上有很大差異。由於冷害的侵襲，青森東南部地區在江戶時代曾經多次發生飢荒:49。困窘的財政狀況使得盛岡藩、八戶藩、弘前藩在18及19世紀進行過大規模改革，並取得一定的成效:51。飢荒還促使青森的人口開始向北海道的道南地區移民:49。幕末戊辰戰爭時期，弘前藩和盛岡藩最初都加入了奥羽越列藩同盟，但弘前藩在中途叛逃加入新政府軍陣營。戰後盛岡藩的領地被大幅削減，幕府在被沒收的盛岡藩領地中新設斗南藩和七戶藩。廢藩置縣前夕時，青森縣內有弘前、黑石、八戶、七戶、斗南五藩:55。

### 青森縣的成立

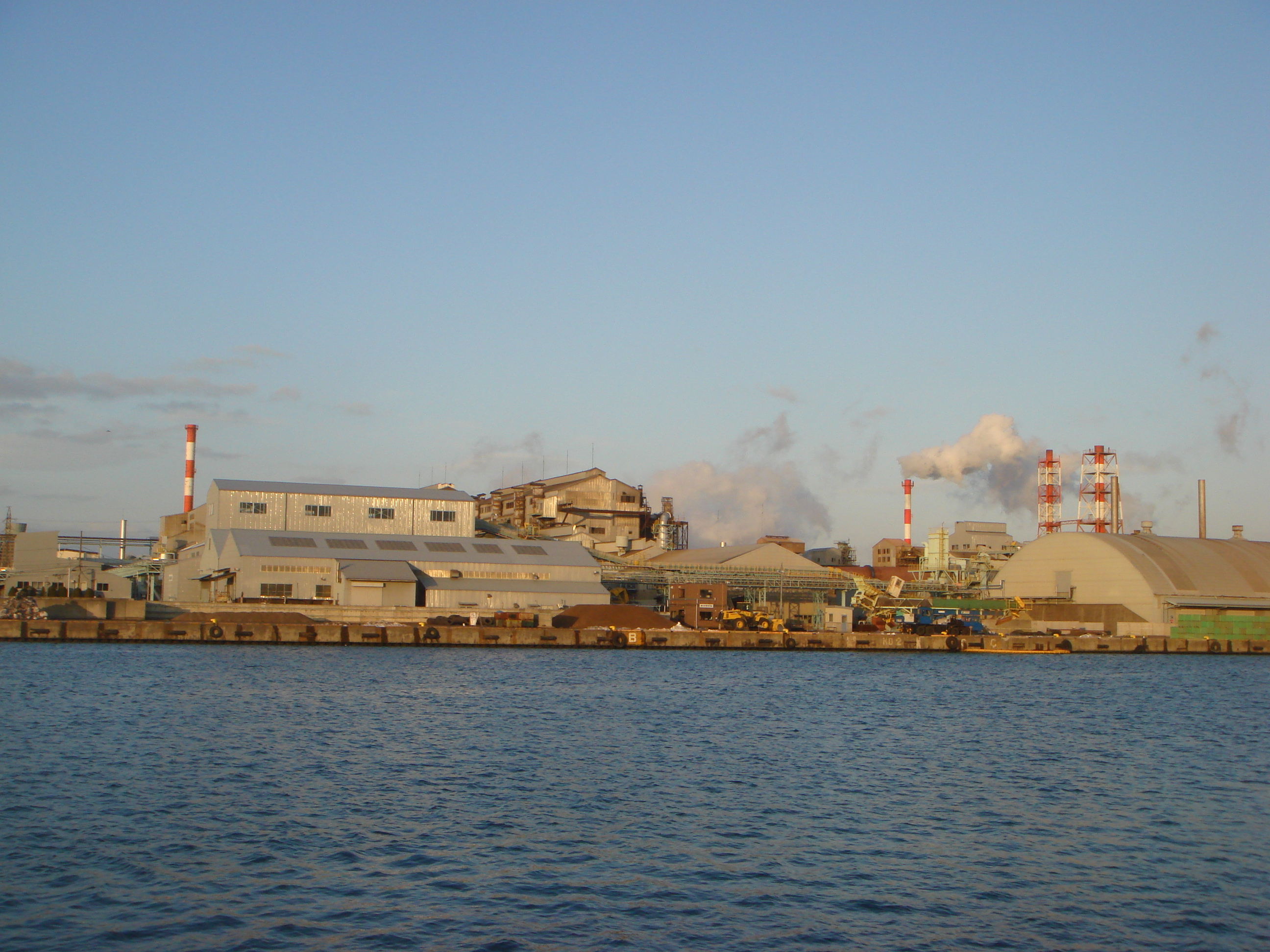
八戶工業港

1871年，日本實施廢藩置縣。在經過統合之後，青森縣內五藩和北海道渡島半島地區的館縣合併，成立弘前縣，縣廳位於弘前。然而由於弘前縣面積遼闊，縣廳弘前偏居一隅，不便管理。因此弘前縣在誕生19天之後縣廳就遷移到青森並改名青森縣。在1872年舊館縣地區移交北海道的開拓使及1876年二戶郡劃給岩手縣之後，青森縣確立了現在的行政區域。19至20世紀之交，東北本線和青函連絡船的開通使得青森進入鐵路時代，實現交通近代化。但同一時期的青森縣也發生了199人遇難的八甲田雪中行軍遭難事件慘劇。自明治時期開始，蘋果種植和軍馬生產開始成為青森縣的重要產業:57。進入大正時期之後，八戶完成了八戶漁港，弘前市和青森市的經濟也有明顯發展。青森縣的城市地區經濟取得了明顯增長:58。但另一方面，農村地區則因冷害而多次出現飢荒，迫使眾多農民被迫移民北海道、樺太等地:59。第二次世界大戰爆發之後，青森縣亦進入戰時體制。蘋果被迫減產以生產米麥，工業也以軍需物資為生產重點:59。1945年7月，美軍對青森市進行大規模空襲，超過1,000人在空襲中遇難。
戰後青森縣一度被盟軍佔領，現在美軍在青森縣內仍有三澤基地。青森縣在戰後開始進行土地改革等大規模改革，並且在1949年成立了縣內首座大學弘前大學:59。青森縣內的市町村在昭和初期進行了大規模合併，市町村數從1953年的3市33町127村減少到1955年的6市30町38村:59。1950年代時，青森縣曾以重工業化為發展目標，提出了核能發電廠、東北自動車道、東北新幹線、青函隧道等大型工程計劃。但這並未改變經濟高速成長時期勞動力提供縣的角色:60。在第一次石油危機之後，隨著日本經濟增長速度減速，青森縣的開發計劃也被迫大幅變更:60。1980年代，青森縣先後完成了東北縱貫自動車道、新青森機場、青函隧道等大型工程。但青森縣的人口也自這一時期開始減少。2002年，隨著東北新幹線延伸至八戶站，青森縣迎來了新幹線時代。此後新幹線又在2010年進一步延伸至新青森站。青森縣雖然在戰後取得顯著發展，但平均壽命、人均所得等指標均處於後段，顯示青森仍然是日本國內的後進地區:172。

## 地理

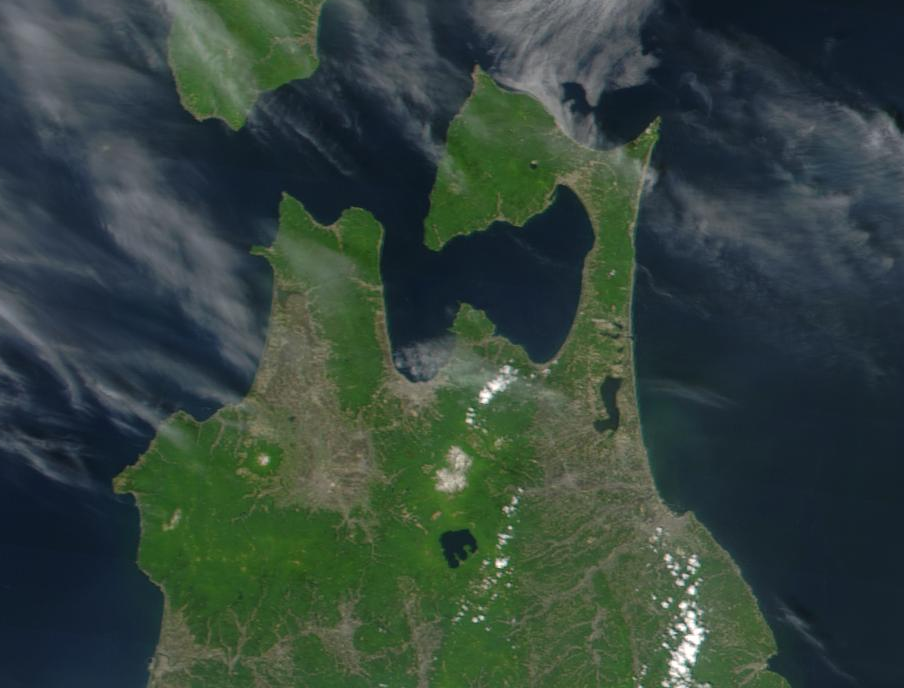
青森縣衛星地圖

青森縣南側和岩手縣、秋田縣接壤，北側隔津輕海峽和北海道相望，東側是太平洋，西側是日本海。青森縣主要由東側的下北半島和西側的津輕半島兩個半島構成，兩個半島中間是陸奧灣及夏泊半島。這一地形也構成了青森縣旗的圖案。青森縣的面積有9645.56平方公里，在日本的都道府縣中排名第8位。青森縣內標高100米以下的地區佔近半成，而標高1000米以上的地區只有1%，地形較為平坦。青森縣的地形以中部的奧羽山脈為界，東西截然不同。西部主要是由岩木川形成的沖積低地，東部則是由火山灰覆蓋的洪積台地:19。

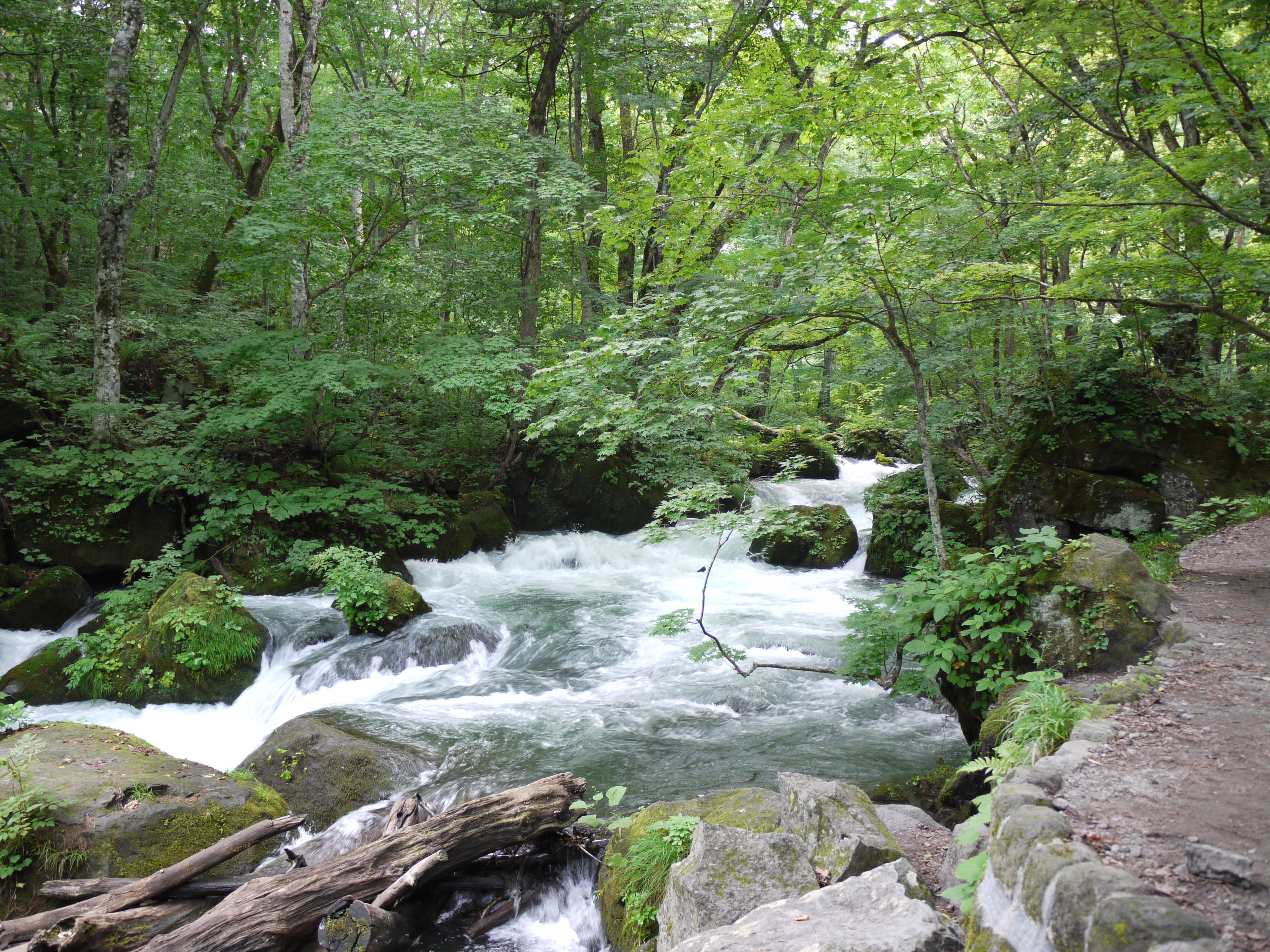
奧入瀨溪流

青森縣西北部津輕半島的東部地區是山地地形，西部則是平原。津輕平原包括了津輕半島西部和南側地區，平原的西南側有屬於鳥海火山帶的青森縣最高峰岩木山，標高1625米。岩木山南側的白神山地則構成了青森縣和秋田縣的縣界。青森縣中部青森中部的十和田、八甲田火山屬於那須火山帶，是青森縣的東西分水嶺。十和田湖就是十和田火山的破火山口，最深處達326.8米。十和田、八甲田火山的北端是青森平原。青森縣東部地區則是以台地地形為主，沿海地區有青森縣面積第一大湖小川原湖等海跡湖。青森縣西部的最大水系是岩木川，東部地區的主要河川則有高瀨川、奧入瀨川。下北半島的大間崎是本州最北端的地點。
青森縣豐富的自然景觀使得青森縣擁有十和田八幡平國立公園和三陸復興國立公園兩個國立公園，以及下北半島國定公園和津輕國定公園兩個國定公園，並且還擁有七個縣立自然公園。位處青森和秋田兩縣交界處的白神山地更是世界自然遺產。

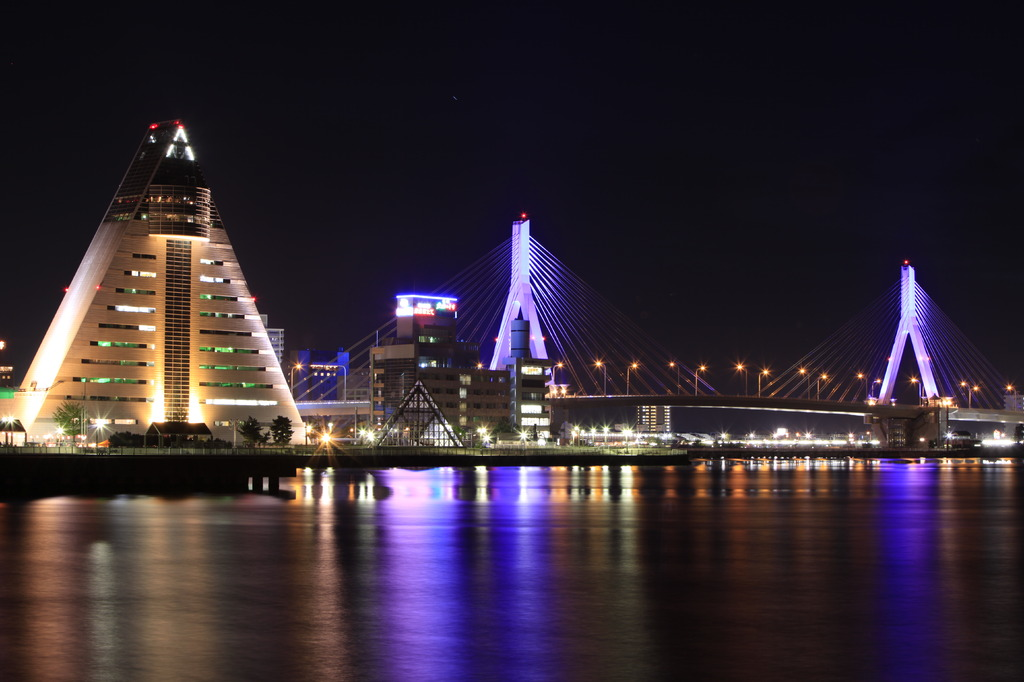
青森市的青森灣沿岸地區

青森縣不僅在自然地理上可以分為東西兩部分，在人文地理上亦分為津輕地方和南部地方。津輕地方包括了青森市、東津輕郡、弘前市、黑石市、平川市、中津輕郡、南津輕郡、五所川原市、津輕市、西津輕郡、北津輕郡。南部地方包括了陸奧市、下北郡、十和田市、三澤市、上北郡、八戶市、三戶郡。縣廳所在地青森市和江戶時代的兩大城下町八戶市（八戶藩）、弘前市（津輕藩）是青森縣的三大城市。青森市由津輕藩開港於1624年，最初是弘前的外港。在成為青森縣廳之後，青森市憑藉居中的地理位置和交通節點的優勢而發展為青森縣的經濟、政治、交通中心:182。八戶市位於青森縣東南部，是青森縣最大的工業城市和漁港:204。弘前市則是青森最早設市的城市，是青森縣的教育、文化中心，也是縣內主要蘋果產區:189。

### 氣候
青森縣氣候四季分明，夏季短暫涼爽，冬季漫長寒冷。以那須火山帯為界，青森縣西部和東部的氣候明顯不同。青森縣西部屬於日本海側氣候，在冬季受到西北季風的強烈影響，降雪量極多。青森市是都道府縣廳所在地城市中唯一一個全市轄區均是特別豪雪地帶的城市。但在夏季的溫度和日照時間多於東部的太平洋沿岸地區。青森縣東部則屬於太平洋側氣候。在春夏之交時受到寒流的影響，有時會有冷夏的現象出現，亦是古代時期飢荒的主要原因。冬季的太平洋沿岸地區則降雪較少多晴天。青森縣南部的內陸地區由於距離海洋較遠，因此溫差較大，冬季比北部更加寒冷，夏季則高溫乾燥:19。

### 行政區劃
青森縣現在管轄有10市22町8村，町村分屬八個郡。青森市和東津輕郡（平內町、今別町、蓬田村、外濱町）屬於東青地域縣民局。弘前市、黑石市、平川市、中津輕郡（西目屋村）、南津輕郡（藤崎町、大鰐町、田舍館村）屬於中南地域縣民局。五所川原市、津輕市、西津輕郡（鰺澤町、深浦町）、北津輕郡（板柳町、鶴田町、中泊町）屬於西北地域縣民局。陸奧市和下北郡（大間町、東通村、風間浦村、佐井村）屬於下北地域縣民局。十和田市、三澤市、上北郡（野邊地町、七戶町、六戶町、橫濱町、東北町、六所村、奧入瀨町）屬於上北地域縣民局。八戶市和三戶郡（三戶町、五戶町、田子町、南部町、階上町、新鄉村）屬於三八地域縣民局。

## 人口

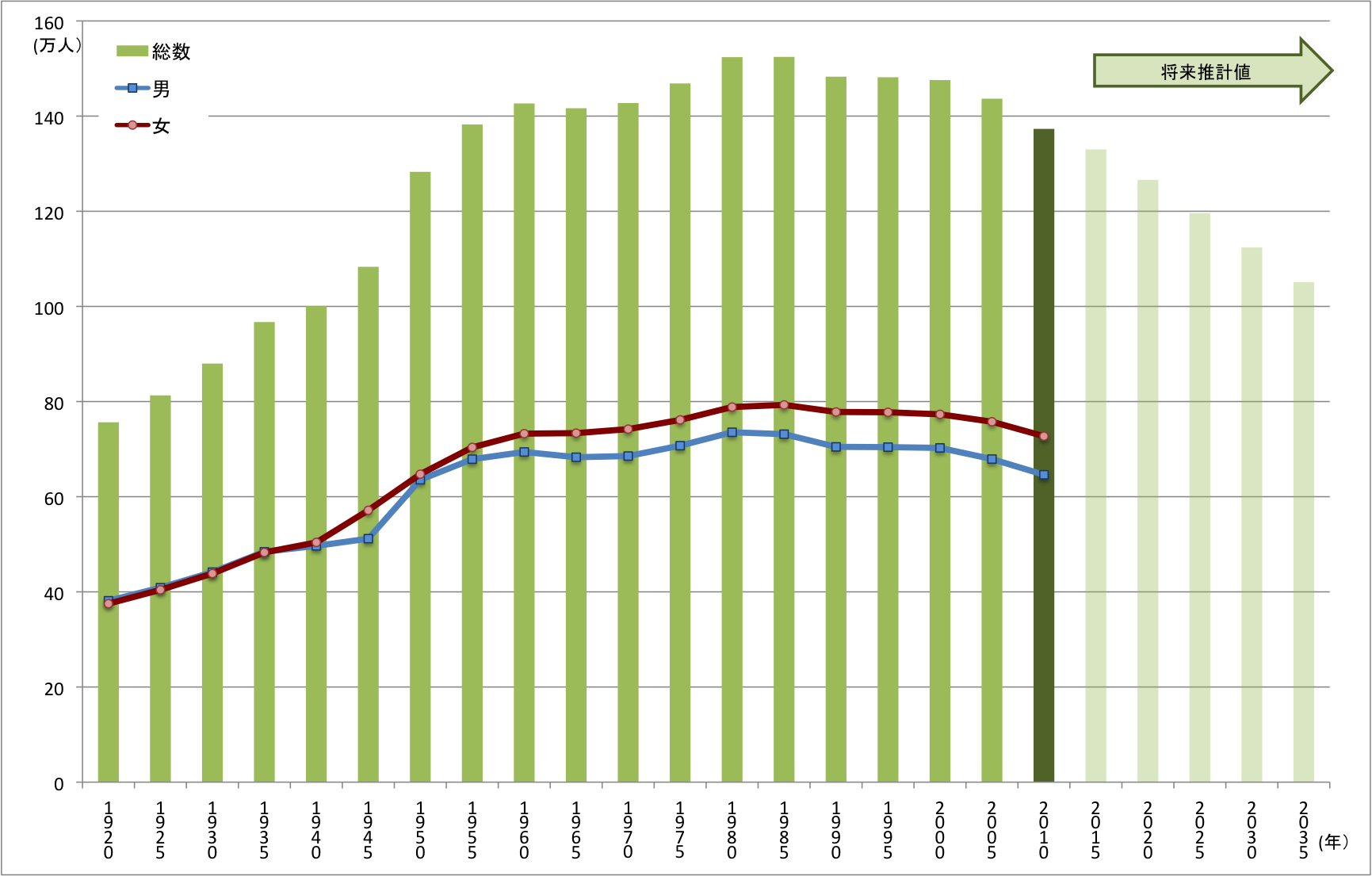
1920年以來青森縣人口，包括至2035年的預測

青森縣在1920年時有人口756,454人，是東北地方人口最少的縣。1940年人口普查時，青森縣人口突破百萬大關。此後青森縣人口數又接連超過秋田縣、山形縣、岩手縣，在1965年成為東北地方僅次於宮城縣、福島縣的人口第三大縣，達1,416,591人。1983年，青森縣人口達到1,529,269人的峰值。此後青森縣人口持續減少。在2004年至2014年期間，青森縣人口減少了9%，是日本人口減少幅度第二大的縣，僅次於秋田縣。青森縣人口佔日本總人口的比重也從1950年代的1.6%下降到現在的約1%。2020年7月1日時，青森縣有人口1,232,681人。
人口外流和老齡化、少子化都是青森縣人口減少的原因。青森縣長期是人口外流縣，人口遷出率是日本首位。眾多青年人口因升學和就業而在20歲前後時離開青森。就人口遷出的趨勢變化來看，青森的人口外流量和縣內的就業情勢有密切的關係。青森自1999年開始人口的自然增長率就是負增長。現在青森縣15至64歲人口約佔總人口的六成，而65歲以上人口佔總人口的約四分之一，是14歲以下人口的兩倍。青森縣的人口分佈較為分散，並沒有出現一極集中的情況。青森縣人口最多的城市是青森市、八戶市和弘前市，三市人口合計佔青森縣總人口的約53%。青森縣的總和生育率在2000年代中期之前曾高於日本平均，但現在只有1.4，略低於日本平均值。青森縣已經將人口減少問題作為縣政的最重要課題。
青森縣的男性平均壽命是77.28歲，女性平均壽命是85.34歲，均在日本所有都道府縣中敬陪末座，但男女差距卻是全國最大。值得一提的是，青森縣有超過三成的新生兒都是未婚先孕，這一比例在日本高居第三。

## 政治

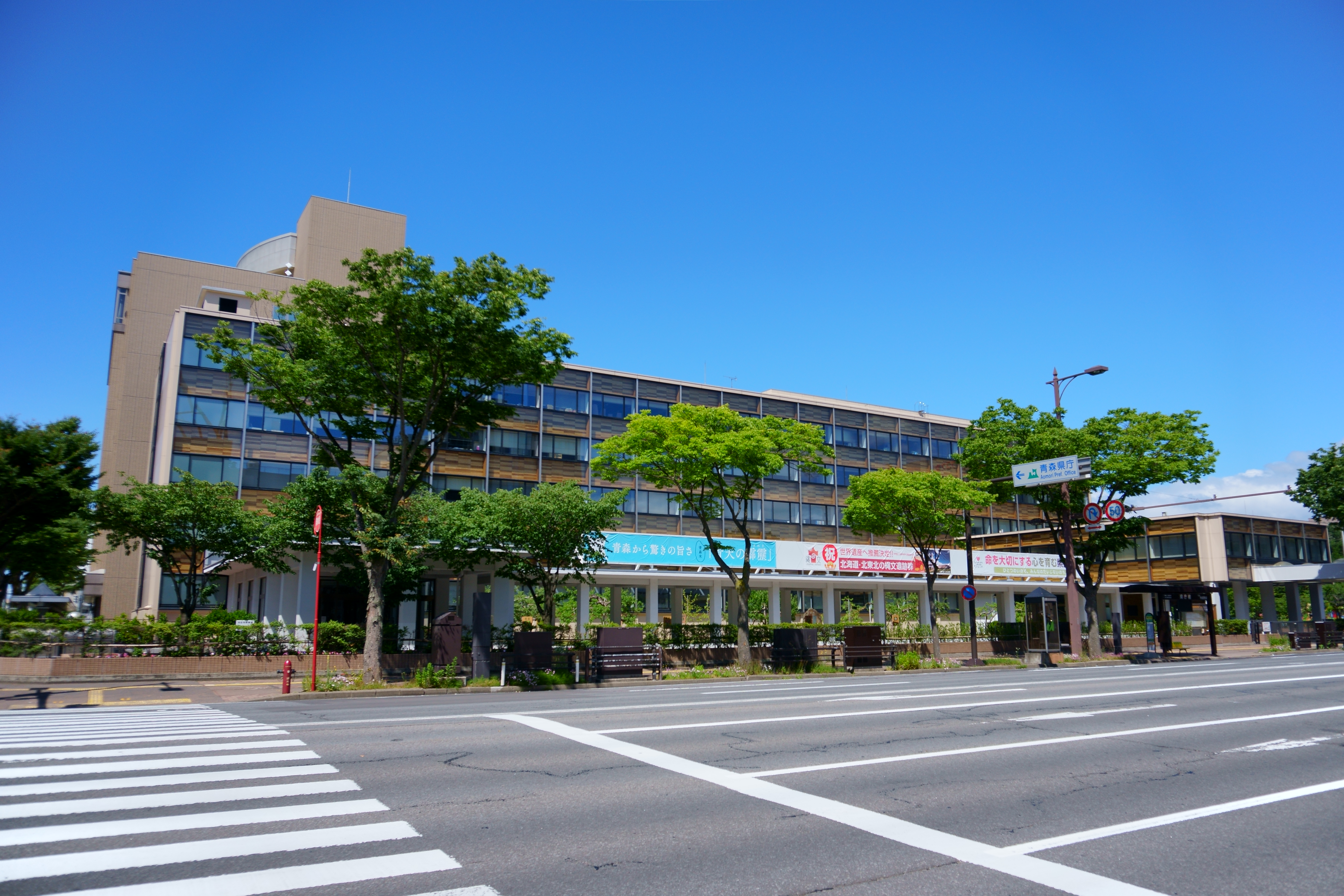
青森縣廳

1996年日本導入小選舉區制之後，在眾議院選舉中，青森被劃分為4個選舉區。這四個選舉區均是自民黨佔據壓倒性優勢的選區。2000年以來，這四個選舉區中，除了青森縣第1區在2009年眾議院選舉曾由民主黨候選人當選之外，其他三個選舉區自民黨保持全勝。2017年選舉區重劃後，青森縣被劃分為3個選舉區。在選區重劃後的首次眾議院選舉中，自民黨依然壟斷了縣內三個議席。這一情況在2021年眾議院選舉亦得到延續。在參議院選舉中，青森縣屬於青森縣選舉區，共有2名議員。目前自民黨和民進黨在該選區各有一名議員。
青森縣知事亦多由保守派人士擔任。2023年，陸奧市市長宮下宗一郎當選青森縣知事，成為青森縣時隔20年首位新知事。青森縣議會共有48名議員，其中自民黨是最大黨派，有29名議員。青森縣財政狀況十分嚴峻，財政力指數只有0.332，低於日本平均值0.473。但近年青森縣已實現財政盈餘，財政狀況略有好轉。

### 軍事
由於津輕海峽是公海，允許外國的潛水艇及軍艦航行。加上外國軍用機亦可通過津輕海峽上空飛行。使得青森縣在日本的國防中有重要地位。自衛隊陸、海、空部隊均在青森縣有駐軍。大湊基地是海上自衛隊規模最大的基地之一。美國空軍也在青森縣設有三澤基地。青森縣也是東京都以外唯一一個陸海空自衛隊將領均有常駐的縣。

## 經濟
2013年度，青森縣的縣內生產總值有44,115億日元，位居日本第30位。人均縣民所得是242.6萬日元，位居日本第40位，大約是日本平均值的八成。

### 第一產業

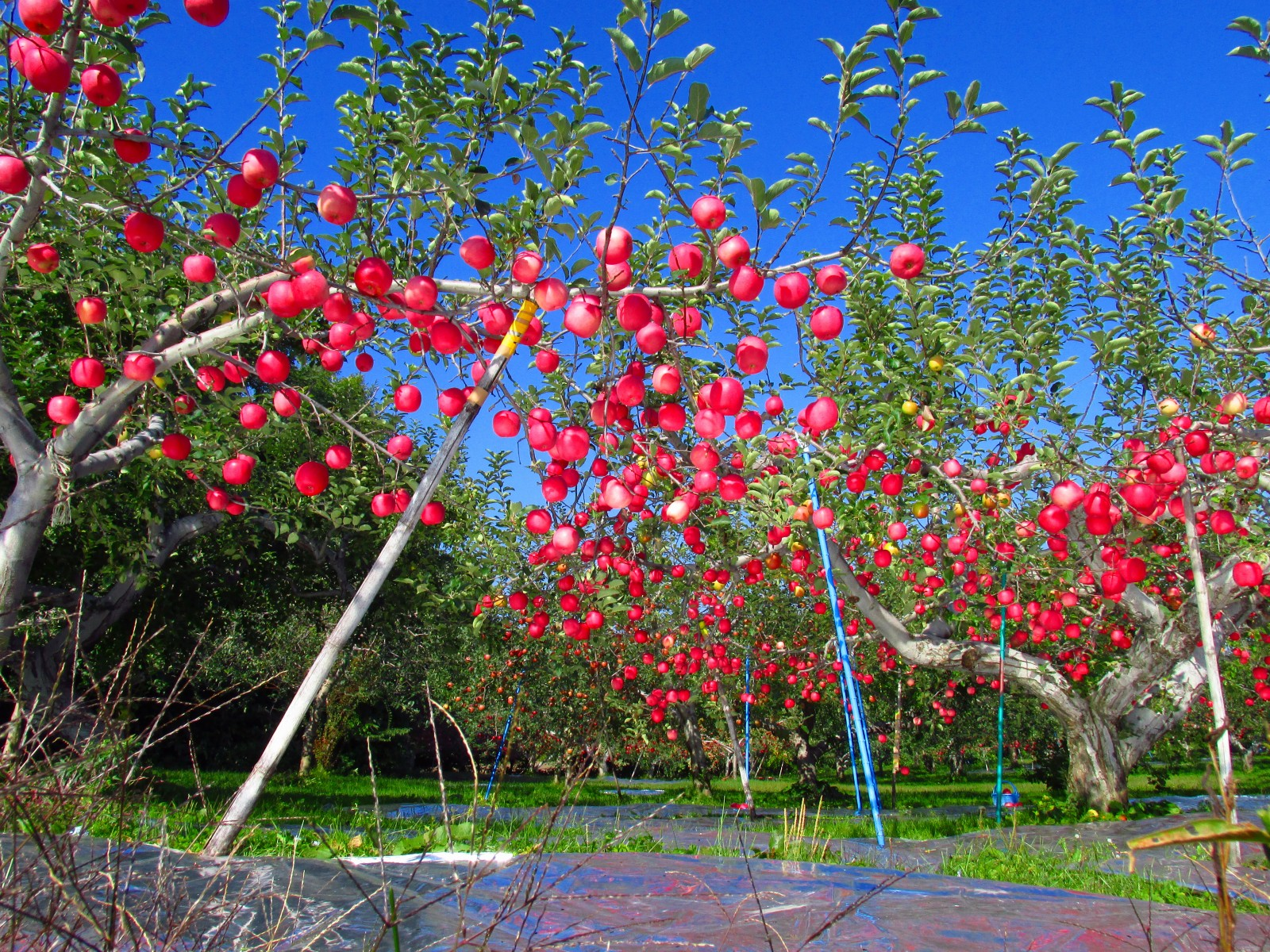
弘前市的富士蘋果園

2015年，青森縣有農家44,781戶，農業就業人口64,746人，耕地面積15.33萬公頃。在青森的縣內生產總值中，農業佔比4.1%，遠高於日本平均值0.9%。青森縣的農業生產額達2,879億日元，位居日本第八，並且在近年實現穩定增長。青森的農業及漁業就業者比例也遠高於日本平均值。
青森的農業生產額中以畜牧產品比重最大，其次是水果、蔬菜、稻米。由於青森縣地形變化多樣，不同地區氣候風土差異很大，因此農業生產也各具地區特色。西部的津輕地區在春季至秋季的氣候比較溫和，土壤亦較肥沃，以蘋果、水稻等作物的種植為主。東部的南部地區則以旱田和畜產業為主。青森的大蒜、蘋果生產量不僅是日本首位，且單獨佔據日本國內過半市場份額。青森的蘋果種植史開始於明治時期，在戰前就已經是日本主要蘋果產地。1960年代，青森的蘋果產業曾面臨香蕉等廉價外國產水果的衝擊。此後當地積極研發新品種，使得青森的蘋果產業得以度過危機。著名蘋果品種富士就是發祥於青森，現已佔青森蘋果總產量的近半數，並普及至世界多地。
青森縣的畜牧業以養豬和養雞為主。青森縣是高級和牛產地之一，代表肉牛品種有青森黑毛和牛和青森短角牛。青森縣的森林覆蓋率約有66%，其中針葉林佔約三分之二，闊葉林佔約三分之一。青森縣的日本扁柏林被譽為「日本三大美林」之一。2013年度，青森縣的木材生產量是日本第七位。暖流和寒流交匯的青森縣海域是天然漁場使得青森縣成為漁業大縣。青森縣的水產業生產額位居日本第九位。在1966年至1968年期間，八戶漁港是日本捕撈量最多的漁港:205。1970年代之後，由於各國開始設定200海里專屬經濟區，使得青森的漁業由以遠洋漁業轉換為以近海漁業和沿岸漁業為主，主要水產物也從戰前的沙丁魚變為戰後的鯖魚和魷魚。陸奧灣是青森的帆立貝養殖中心:190。青森縣的西太公魚捕撈量是日本第一，扁口魚、帆立貝、魷魚的捕撈量也位居第二。

### 第二產業

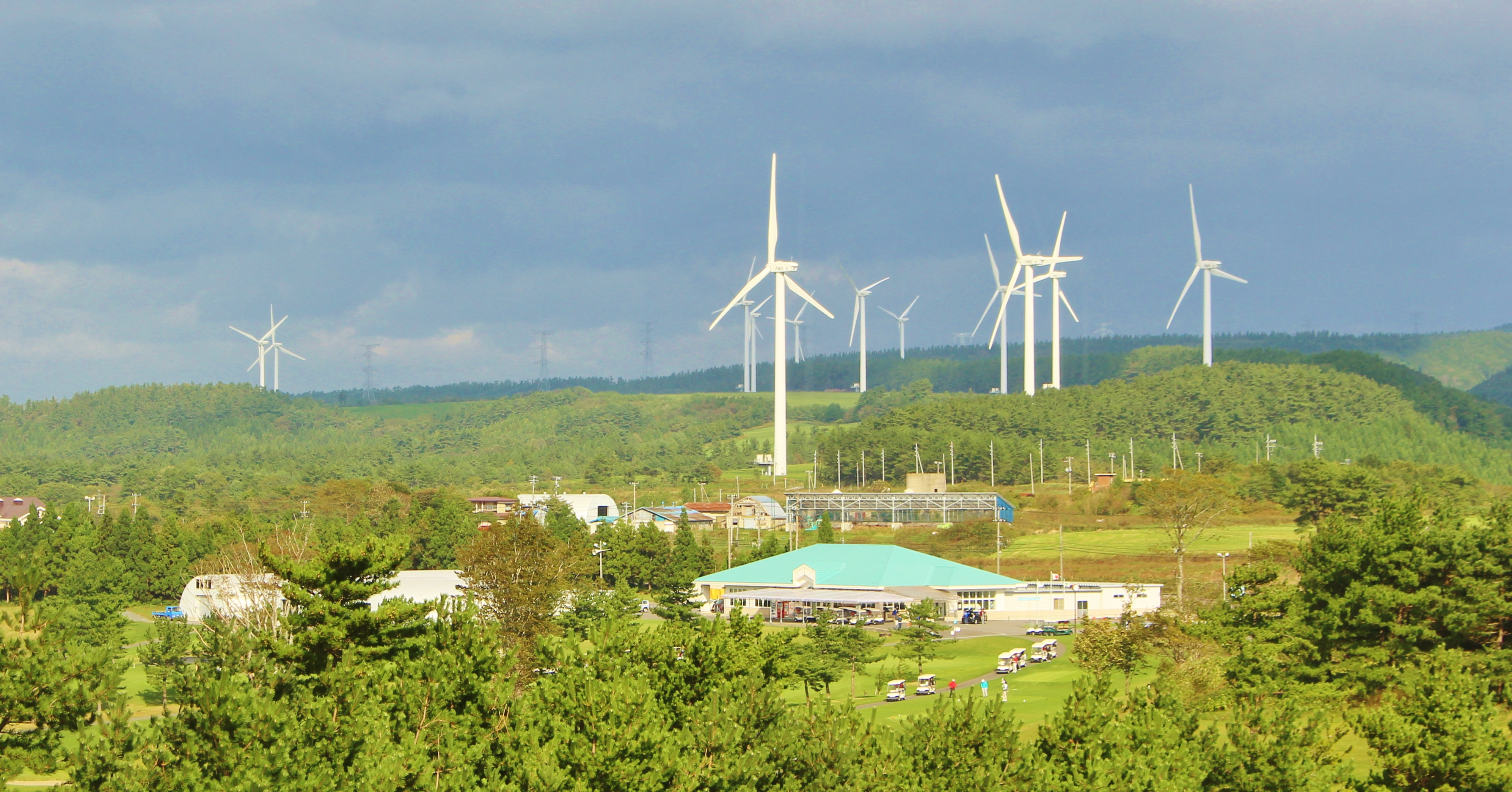
六所村的風力發電廠

2014年，青森縣工業品生產額有15,951億日元。製造業佔青森經濟總量的16%。遠低於日本平均值。就比重來看，以非鐵金屬和食品製造業的比例最高。
青森縣的八戶地區自1920年代開始就有水泥工廠，並在二戰爆發之後建設了化工業、鋼鐵業等重工業工廠:204。1950年代，青森縣制定了多個大型開發計劃。在1972年制定的青森縣新長期計劃中，陸奧小川原地區是日本五個大規模工業基地建設地區之一。1964年，八戶地區被選入新產業都市，重工業取得明顯發展 。現在擁有三菱製紙、大平洋金屬等大企業工廠的八戶市仍是青森縣最大的工業城市，工業生產額佔青森縣全體的 32.4%。其次是六所村的20.5%和弘前市的12.8%。津輕地方的工業以半導体、電子零件、電機、精密機械、食品製造等產業為主。而南部地方的工業則以鋼鐵、造紙、化學等重工業為主。下北地區則聚集了核能、風力發電等能源領域的研究機構，是日本國內屈指的能源開發研究據點。青森縣的鯖魚罐頭和連褲襪的生產量是日本第一，照相機鏡頭等工業品等生產量也是日本前列。近年青森縣將能源產業作為重點發展的新產業。青森縣的風力發電容量高居日本第一。

### 第三產業

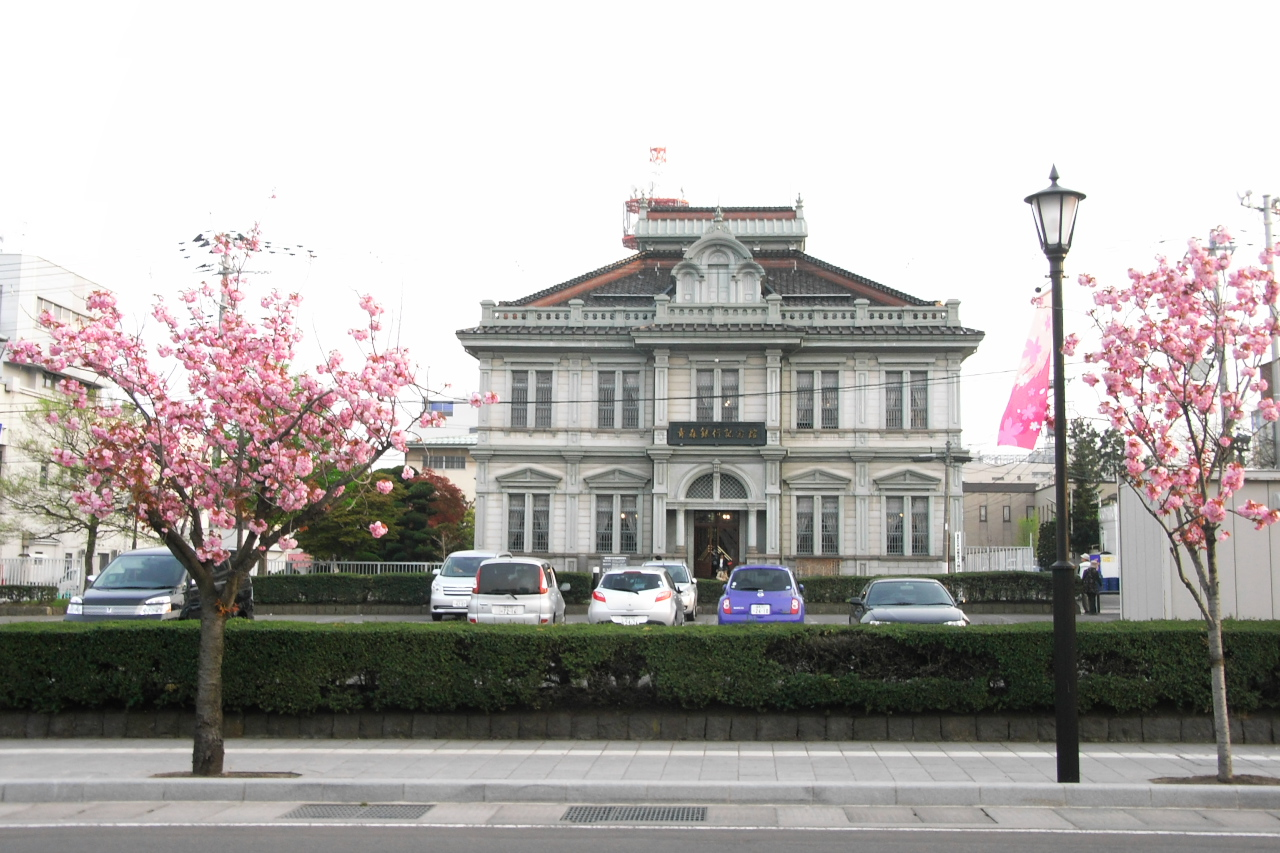
青森銀行紀念館

第三產業佔青森經濟總量的73.9%，是青森經濟的最大部門。青森縣內的兩大地方銀行是由青和銀行和弘前相互銀行合併創建的陸奧銀行，以及由第五十九、八戶、津輕、板柳、青森五家銀行合併成立的青森銀行。2014年，青森縣批發業銷售額達17,592億日元，零售業銷售額達12,350億日元。
青森縣的商業活動高度集中在青森、八戶和弘前三市。這三個城市合計占青森批發業銷售額的八成，零售業銷售額的六成。近年來由於人口減少和市中心空洞化，青森縣的商店街亦面臨嚴峻局面。觀光產業是近年青森縣重點發展的產業之一。2015年，有超過3521萬人遊客到訪青森縣，帶來超過1723億日元的消費。東北新幹線全線開業至新青森站使得青森觀光更加便利是觀光客增加的主因之一。

## 文化

### 方言
青森縣是當地方言和日語標準語差距最大的地區之一。青森縣的方言可以分為日本海沿岸地區的津輕方言、太平洋沿岸地區的南部方言和下北半島地區的下北方言。津輕方言和南部方言之間大致以奧羽山脈為界:3。一般認為津輕方言較具抑揚頓挫，而南部方言則較為柔和:5。在津輕方言中，又以城下町和文化中心的弘前方言地位最高，被視為津輕方言的標準語:28。南部方言在音調、助詞文法、敬語上和津輕方言略有不同:28。下北方言雖然音調和南部方言近似，但在詞彙等方面則受到津輕方言、北海道方言一定程度的影響。

### 文學
太宰治是青森縣出身的作家中最著名的一人。太宰治出生在青森縣北津輕郡金木村（現五所川原市），是無賴派的代表作家。他的《跑吧！美樂斯》被選入日本國語教科書，知名度極高。《斜陽》、《人間失格》等作品也十分著名。太宰治的小說《津輕》是以他的故鄉青森為舞台。除了太宰治之外，青森縣還有今官一、三浦哲郎等獲得直木獎、芥川獎的作家。

### 飲食

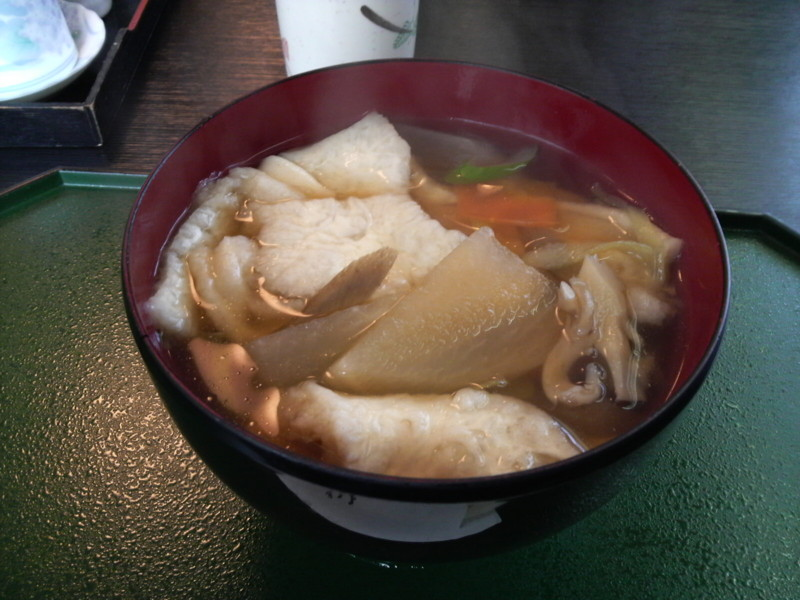
煎餅湯

青森縣的飲食文化可以分為津輕地區、南部地區、下北地區、沿海地區四個地區。津輕地區的主食以米飯為主，代表性鄉土料理有粥湯。南部地區的主食以雜糧和麵食為主，代表性鄉土料理有煎餅湯。下北地區的主食以雜糧、薯類為主，牛餅是當地著名的甜食。沿海地區則食用海鮮較多。

### 節慶活動

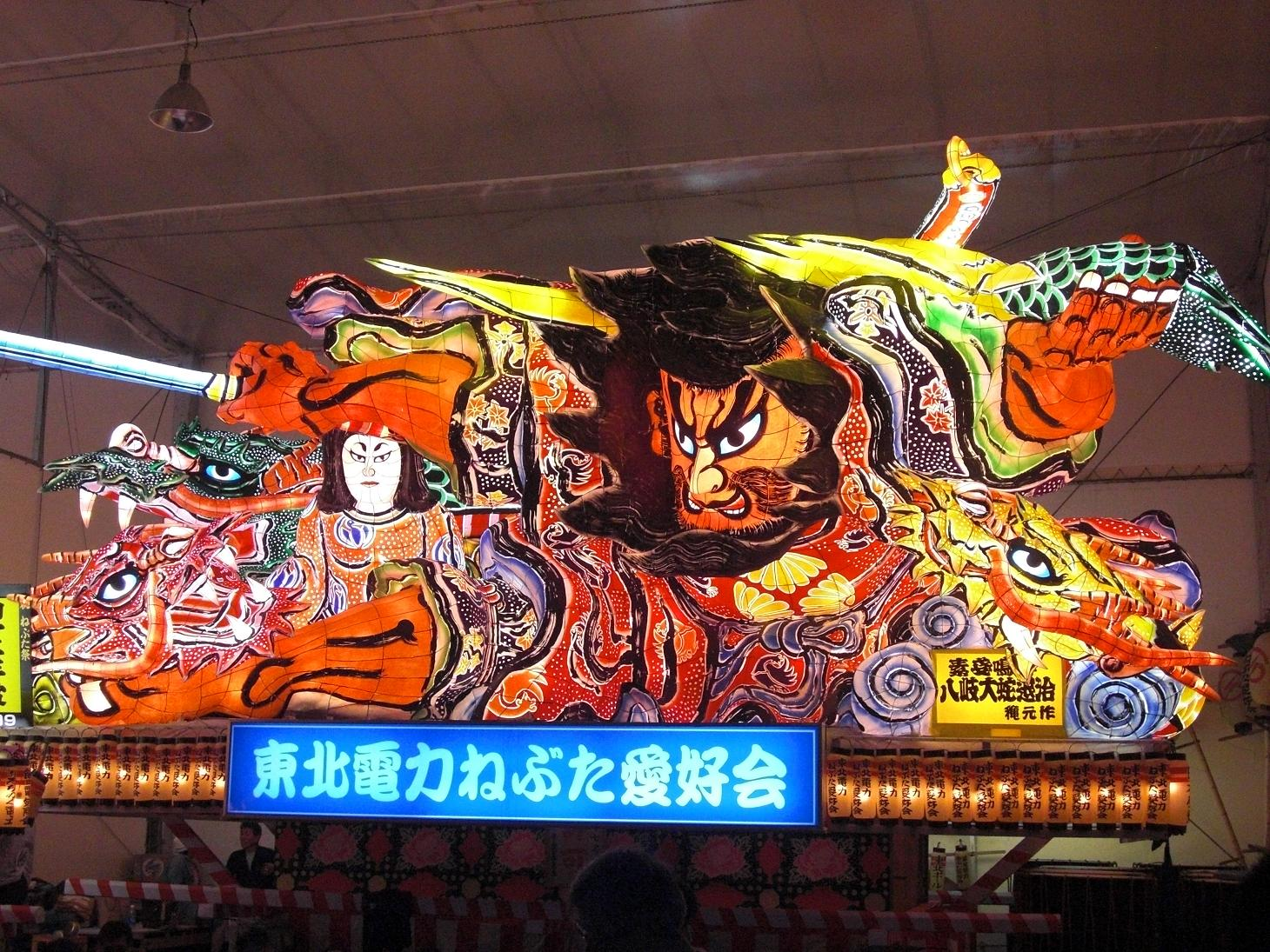
青森睡魔祭

青森擁有眾多具有特色的節慶活動，其中以在八月舉行的三大睡魔祭最為著名。青森睡魔祭是「東北三大祭」之一，起源於18世紀初期，以巨大的各種藝術造型燈飾而著稱。弘前睡魔祭的燈飾主要以三國演義和水滸傳為題材，被政府列入重要無形民俗文化財加以保護。五所川原立倭武多也是三大睡魔祭之一，在五所川原市舉辦，巡遊的山車最大可高達20米。八戶三社大祭開始於1720年，是八戶市最大的節慶活動，於每年7月31日至8月4日舉行。八戶三社大祭以豪華絢爛的山車而著稱，是世界無形文化遺產。每年七月舉辦的八戶七夕祭則是八戶市夏季另一大節慶活動。青森縣還有日本三大舞之一的黑石世去舞、田名部神社例大祭等傳統節慶活動。

### 媒體
青森縣內最大的地方報紙是東奧日報。東奧日報創是在二戰時期由八戶合同、弘前新聞、青森日報、東北時報四份報紙統合而成的報紙，發行範圍覆蓋青森全縣。此外青森縣內還有以八戶地區為中心發行的東北日報、以弘前地區為中心發行的陸奧新報、以黑石地區為中心發行的津輕新報。青森縣的電視台有NHK青森放送局、日視新聞網的青森放送（RAB）、全日本新聞網的青森朝日放送（ABA）、日本新聞網的青森電視台（ATV）。

### 體育
主場位於青森縣的職業體育俱樂部有B聯賽的青森熱力。青森縣是伊調馨、伊調千春、小原日登美等在奧運會上獲得獎牌的角力選手的出身地。青森縣有「相撲王國」之稱，有六位大相撲橫綱都是青森縣出身。

### 教育
弘前市是青森縣的學都，聚集了眾多高等教育機構。弘前大學創立於1949年，是一個擁有五個學院的綜合性大學，也是青森縣唯一的國立大學。弘前學院大學、弘前醫療福祉大學和東北女子大學是弘前的三家私立大學。八戶市有八戶工業大學一所私立大學。青森市有青森大學和青森中央學院大學。

## 交通

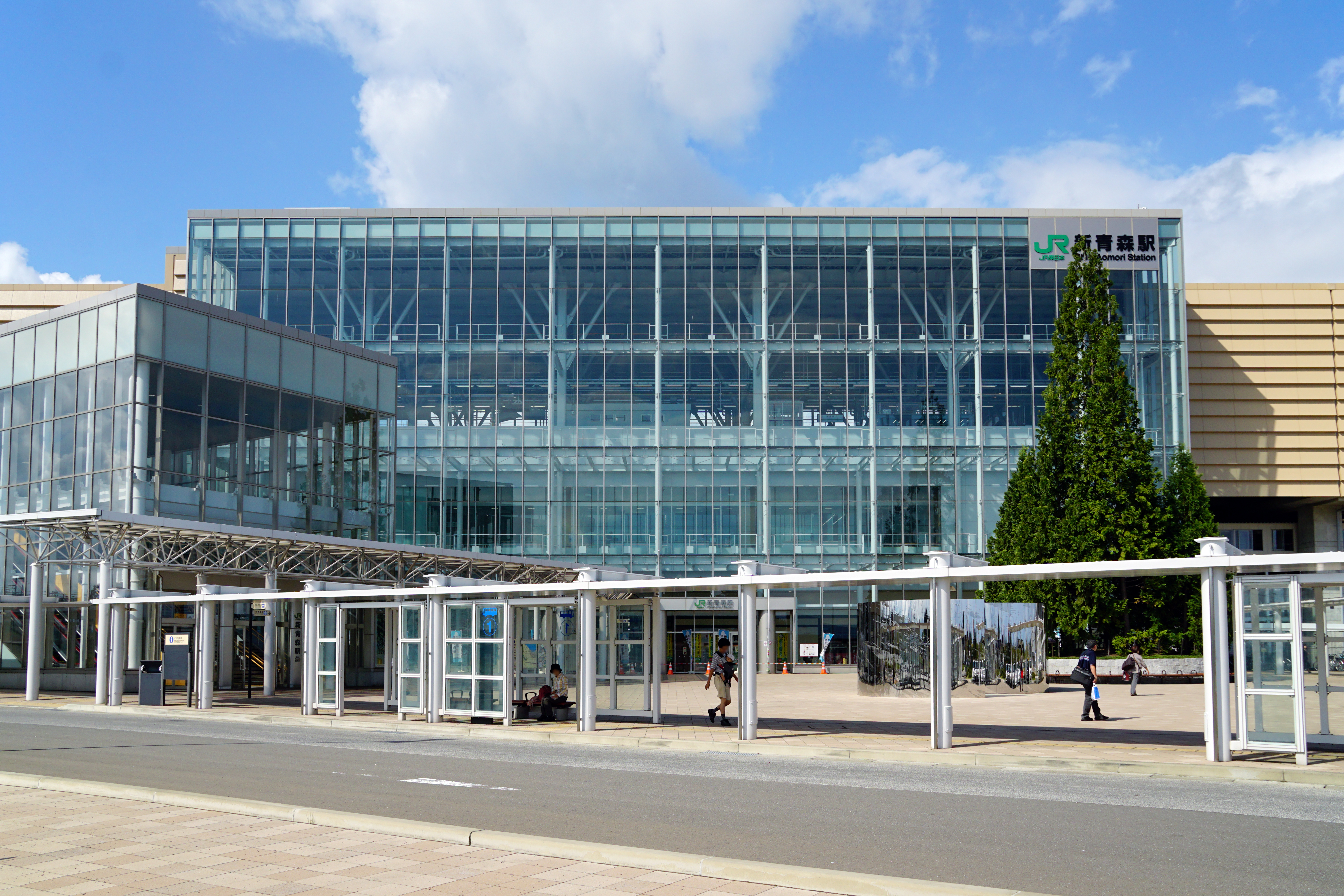
新青森站

青森縣內的鐵路主要由東日本旅客鐵道（JR東日本）、北海道旅客鐵道（JR北海道）、弘南鐵道、津輕鐵道、青森鐵道運營。青森縣內的JR東日本的在來線有連接青森市和秋田市的奧羽本線、津輕半島東海岸的津輕線、東南部的八戶線、西南部的五能線、下北半島西海岸的大湊線。JR北海道的海峽線是連接北海道和本州的陸路交通大動脈，途徑全長53.9公里的青函隧道。青森縣內有東北新幹線和北海道新幹線兩條高速鐵路。乘坐東北新幹線隼號列車從東京站到新青森車站只需約3小時。2016年北海道新幹線開通之後，青森縣新設奧津輕今別車站，使得青森縣現在擁有八戶車站、七戶十和田車站、新青森車站和奧津輕今別車站四個新幹線車站。在私鐵方面，弘南鐵道運營有弘南線和大鰐線兩條路線，主要服務弘前地區。津輕鐵道有津輕鐵道線一條路線，主要服務津輕半島地區。青森鐵道線的前身是東北本線的目時站至青森站部分，因東北新幹線通車而交由第三部門運營。
青森縣內有東北自動車道、八戶自動車道、青森自動車道、津輕自動車道、上北自動車道五條高速公路。青森縣內主要一般公路有連接東京都和青森市的國道4號、連接新潟市和青森市的國道7號、連接仙台市和青森市的國道45號。青森縣內主要的巴士業者有弘南巴士、十和田觀光電鐵等。青森市和八戶市運行有市營巴士。
青森有青森機場和三澤機場兩個機場。青森機場有前往札幌、東京、名古屋、大阪、首爾、台北、天津的定期航線。三澤機場是軍民共用機場。青森主要的海運航線有青森港和函館港之間的航線、八戶港和苫小牧港之間的航線。

## 觀光

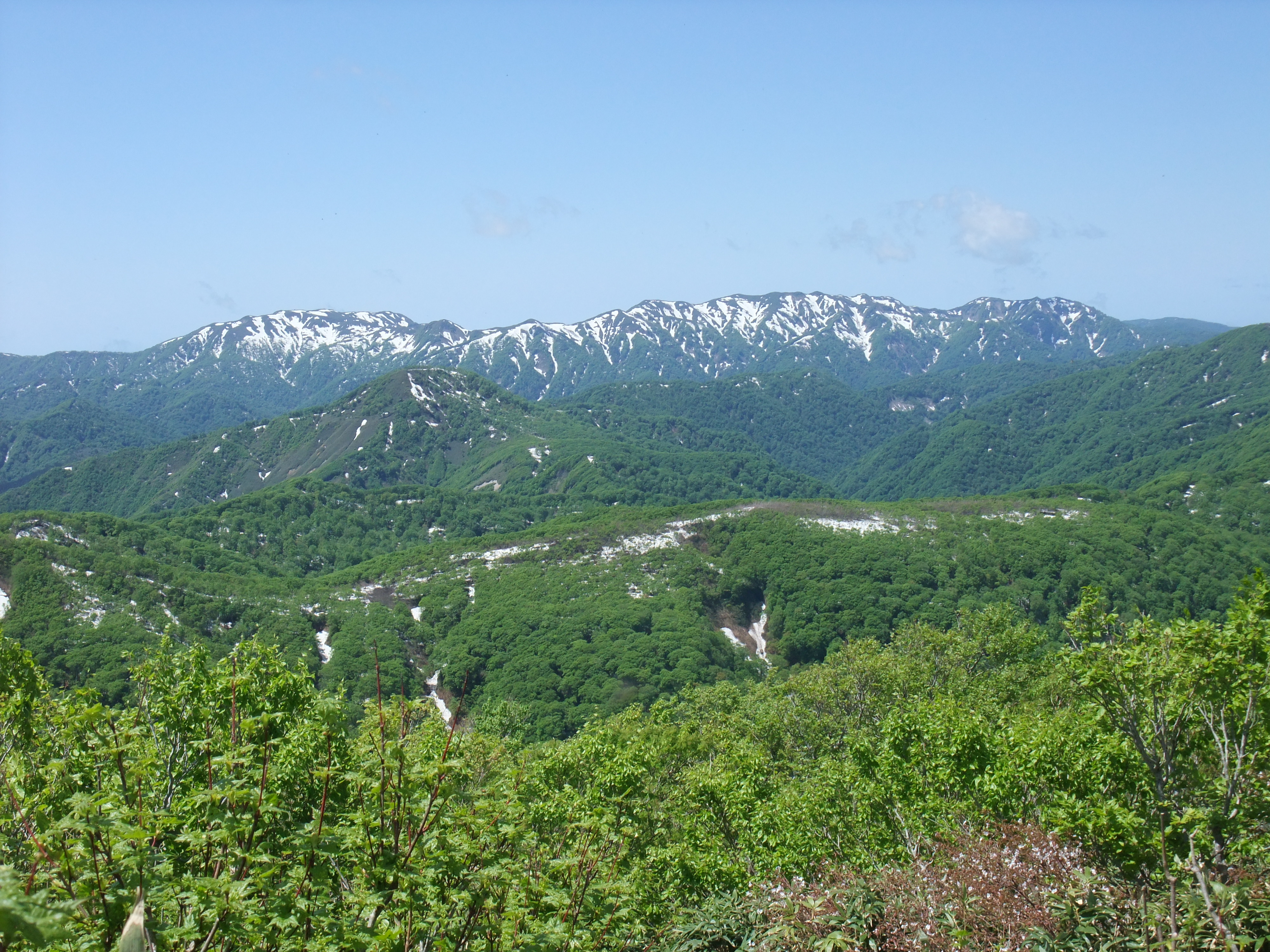
白神山地

青森縣擁有眾多自然風光觀光資源。青森、秋田兩縣交界處的白神山地和屋久島並列為日本最初的世界自然遺產，擁有貴重的日本山毛欅原生林。在日本經濟高速成長時期，眾多闊葉林被經濟價值高的人工針葉林取代，但白神山地卻幸運地未被採伐。1970年代時，政府曾計劃修築縱貫白神山地的公路，也在當地人士的反對之下撤回，使得白神山地得以保留珍貴的自然生態:182。白神山地內的十二湖以高透明度和蔚藍的湖水而著稱。青森南部的十和田湖和奧入瀨溪流是特別名勝。十和田湖是一個火口湖，也是日本面積第十二大湖泊和深度第三深湖泊，以紅葉景觀而著稱。奧入瀨溪流則是日本著名的清流，流域保存有原始的天然林。兩者都被劃入十和田八幡平國立公園加以保護。下北半島國定公園內則有恐山、佛浦、大間崎等景點。津輕國定公園內地形變化多端，內有龍飛崎、岩木山等景點。
青森縣內溫泉度假地眾多，著名的有古牧溫泉、酸湯溫泉、淺蟲溫泉等地。酸湯溫泉是日本第一個獲得國民保養溫泉地稱號的溫泉:179。位於青森市郊區的淺蟲溫泉因交通便利而遊客較多，有「東北的熱海」之稱。弘前城是日本十二現存天守之一，也是東北地方唯一的現存天守。弘前公園擁有日本最古的染井吉野櫻，擁有超過2600株櫻花。每年春季的弘前櫻花祭是青森縣最大的觀光活動之一。秋季的弘前公園舉辦有弘前城菊花和紅葉節，呈現出和春季截然不同的風貌